# Gilbert Baqué
Pour les articles homonymes, voir Baqué.
Gilbert Baqué est un poète français né à Toulouse le 2 août 1935, et mort le 9 avril 2015 à Tournefeuille.

## Biographie
Né en 1935 à Toulouse, Gilbert Baqué passe son enfance dans le Lauragais. Élève de l’École Normale d’Instituteurs de Toulouse de 1951 à 1955, il mènera une carrière d’enseignant jusqu'en 1990. Musicien amateur de jazz (trombone), il est un des acteurs de la vie littéraire toulousaine, aux côtés notamment de ses amis René Gouzenne, Michel Baglin et Serge Pey.

## Publications
- Fin provisoire : anthologie de poèmes passés et à venir, éditions Délit, Toulouse, 2008
- Tournefeuille : album de famille, éditions Privat, 2007
- Ressacs, éditions N & B, 2002
- Soleils, éditions de la Renaissance, 1996
- L'instant suprême, éditions Le Pâtre, 1990
- Désorient, éditions Tribu, 1982
- Le temps à perdre, éditions P. J. Oswald, 1970
- Révélations, éditions de La Revue moderne, 1959